# Трубка Мегрэ (рассказ)
«Трубка Мегрэ» (фр. La Pipe de Maigret) — рассказ Жоржа Сименона, впервые опубликованный в 1947 году. Входит в цикл произведений о комиссаре Мегрэ.

## Сюжет
Знаменитый комиссар неожиданно обнаруживает, что из кабинета исчезла его любимая вересковая трубка — «большая, чуть изогнутая», подаренная женой за десять лет до описываемых событий. Размышляя о том, куда эта вещь могла деться, Мегрэ вспоминает о визите вдовы Леруа, которая накануне приходила к комиссару вместе со своим сыном. По словам посетительницы, в её жилище с недавних пор проникают посторонние люди. Поскольку из дома ничего не пропало, Мегрэ исключает версию об ограблении, однако дело не становится от этого менее запутанным…

## Адаптации
- «Трубка комиссара Мегрэ» (1953) — радиоспектакль, поставленный Феликсом Клее. В роли Мегрэ — Георг Марк-Цимег.
- «Трубка Мегрэ» (1988) — 74-й эпизод телесериала «Расследования комиссара Мегрэ». В роли Мегрэ — Жан Ришар.
- «Трубка Мегрэ» (1991) — радиоспектакль, поставленный Надеждой Киселёвой. В роли Мегрэ — Евгений Весник. Слушать онлайн

## Издания на русском языке
- Перевод О. Широкова / Сименон Ж. Первое дело Мегрэ: Романы, повести и рассказы. — М.: Дет. лит-ра, 1968. — С. 393—429. — (Библиотека приключений. — Серия 2-я. — Т. 12).
- Перевод О. Широкова / Сименон Ж. Мегрэ сердится: Сб. — М.: Дет. лит-ра, 1975. — С. 335—369.
- Перевод О. Широкова / Сименон Ж. Трубка Мегрэ: Сб. — М.: Мысль, 1981. — С. 106—138.
- Перевод О. Широкова / Сименон Ж. Трубка Мегрэ: Сб. — Кишинёв: Лит-ра артистикэ, 1981. — С. 104—135.